# Estimulant

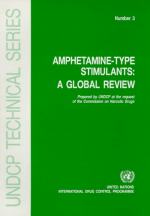
Prestigiós treball de les Nacions Unides sobre estimulants anfetamínics (portada).

Un estimulant (del verb llatí stimulāre) o psicoestimulant o psicoanalèptic o psicotònic és, en general, una droga que augmenta els nivells d'activitat motriu i cognitiva, reforça la vigília, l'estat d'alerta i l'atenció.
Inicialment, l'home descobrí els estimulants a la natura, ja que es trobaven (igual que ara) profusament distribuïts en diferents espècies vegetals. Des d'aleshores, aquests han coexistit amb el nostre gènere, forjant hàbits i creences profundament arrelats en totes les cultures. A partir del segle xix, es van sumar a aquesta classe farmacològica les molècules aïllades del substrat vegetal (fonamentalment alcaloides) i, més tard, aquelles que van sorgir com a producte exclusiu de reaccions químiques assajades per l'home, és a dir, les variants sintètiques.

## Mecanisme d'acció
Els efectes fisiològics desencadenats per aquests agents estan mediats, sobretot, per la seva acció sobre el sistema nerviós central. Tradicionalment, els estimulants s'associaven amb l'activació del sistema nerviós simpàtic. No obstant això, en l'actualitat existeixen compostos prou selectius que no exerceixen aquesta acció, i aconsegueixen prescindir dels seus efectes col·laterals.
Tots els compostos d'aquest tipus receptors de neurotransmissors com la noradrenalina (NA) i la dopamina (DA). Ambdues catecolamines es vinculen funcionalment amb efectes promotors de l'alerta, la vigília i l'atenció. La cafeïna, per exemple, aconsegueix augmentar els nivells extracel·lulars de noradrenalina i dopamina en l'escorça prefrontal del cervell, que explica bona part dels seus efectes favorables sobre la concentració.
Els estimulants potents com les amfetamines es emparenten en termes estructurals per tenir en comú el grup funcional amina, i en termes funcionals, per la seva acció dilatació (predominantment central). Tots ells incrementen els nivells de dopamina en l'eix mesolímbiques-cortical (comunament identificat com a via neuronal de la recompensa o gratificació). En concret, aquestes substàncies exciten una estructura situada en els ganglis basals, el nucli accumbens, també conegut com a centre de la recompensa.